# 聖方濟堂 (香港)
聖方濟堂（英語：St. Francis' Church）是一座香港天主教教堂，由天主教香港教區管理。位於新界馬鞍山恆光街11號，聖堂建立於1996年10月5日。

## 堂區服務範圍
聖方濟堂區服務的範圍有，包括馬鞍山的恒安邨、耀安邨、利安邨、頌安邨、欣安邨、馬鞍山村、烏溪沙青年新村、海典居、海典灣、海柏花園、錦豐苑、錦禧苑、錦鞍苑、錦泰苑和錦龍苑等等。

## 堂區歷史
遠在五十年代初期，方濟會會士已在馬鞍山展開牧民工作，為礦工及大眾提供宗教、教育及醫療等服務。1952年4月25日，方濟會建立聖若瑟小堂。1955年10月4日聖方濟瞻禮日，建立聖方濟堂，1979年7月1日升為堂區。1984年，因政府發展馬鞍山，聖方濟堂被拆卸；政府答應撥地重建。1994年3月20日 ，聖方濟堂地盤舉行奠基禮，1996年10月5日，馬鞍山聖方濟新堂終於落成了祝聖啟。1999年聖若瑟小堂停用。

## 建築風格
聖堂是一所多用途綜合式建築。整座建築包含了一所可容納四百多人的聖堂、樓上有一個大禮堂、神父宿舍及多個教室供主日學及慕道班使用。聖堂前有一片小廣場，聖堂旁的小花園建有聖母岩。
聖堂內教友座位以半圓形圍繞着祭台，祭台正面懸掛了一個聖達勉十字架。與祭台相對的是一個建在地面的十字型洗禮池，背面有一片彩繪玻璃畫，描繪了象徵聖神的鴿子。聖堂內側有一片巨大彩繪玻璃畫，描繪了方濟這位熱愛大自然的聖者，正舉心向上，讚美天主：「我的天主，我的萬有。」
於2006年，為慶祝獻堂十週年，當時委託意大利藝術家Angela Grimoldi為聖堂繪畫了三幅揭示方濟生命中三個重要事蹟的油畫，讓信友對主保有更深的認識。這三幅畫依次序為：(1)方濟聽主命重修破落的聖堂；(2)方濟與良兄弟訂立小兄弟會規；(3)方濟為肖似基督甘願領受五傷。聖堂後，面向祭台的一片牆壁設了一處紀念已亡信友的先人牆，上刻銘文「我是復活」，表達出信友對救主耶穌的望德。
聖堂內也擺設了數個聖像，即「耶穌聖心」、「聖安多尼」及「瑪利亞旅途者之母」。其中「耶穌聖心」像原是自1952年已被安奉在馬鞍山上聖若瑟小堂內，後經修補後遷至聖堂。「瑪利亞旅途者之母」則是一尊少見的聖像。其取材自聖家逃避黑落德毒手途中，嬰孩耶穌伏在母親瑪利亞肩膊甜睡，瑪利亞則眼望前方，充滿著希望。
聖堂外的小廣場豎立了一尊三米多高的方濟與水鳥銅像，表達了方濟與萬物和好。這尊銅像是本堂教友黃潤濤夫婦於2002年贈，為慶賀馬鞍山福傳金禧誌慶。其鑄造者為內地藝術家黃炳誼先生。此外，廣場近年更種植了多棵在香港少見的橄欖樹。

## 堂區主保

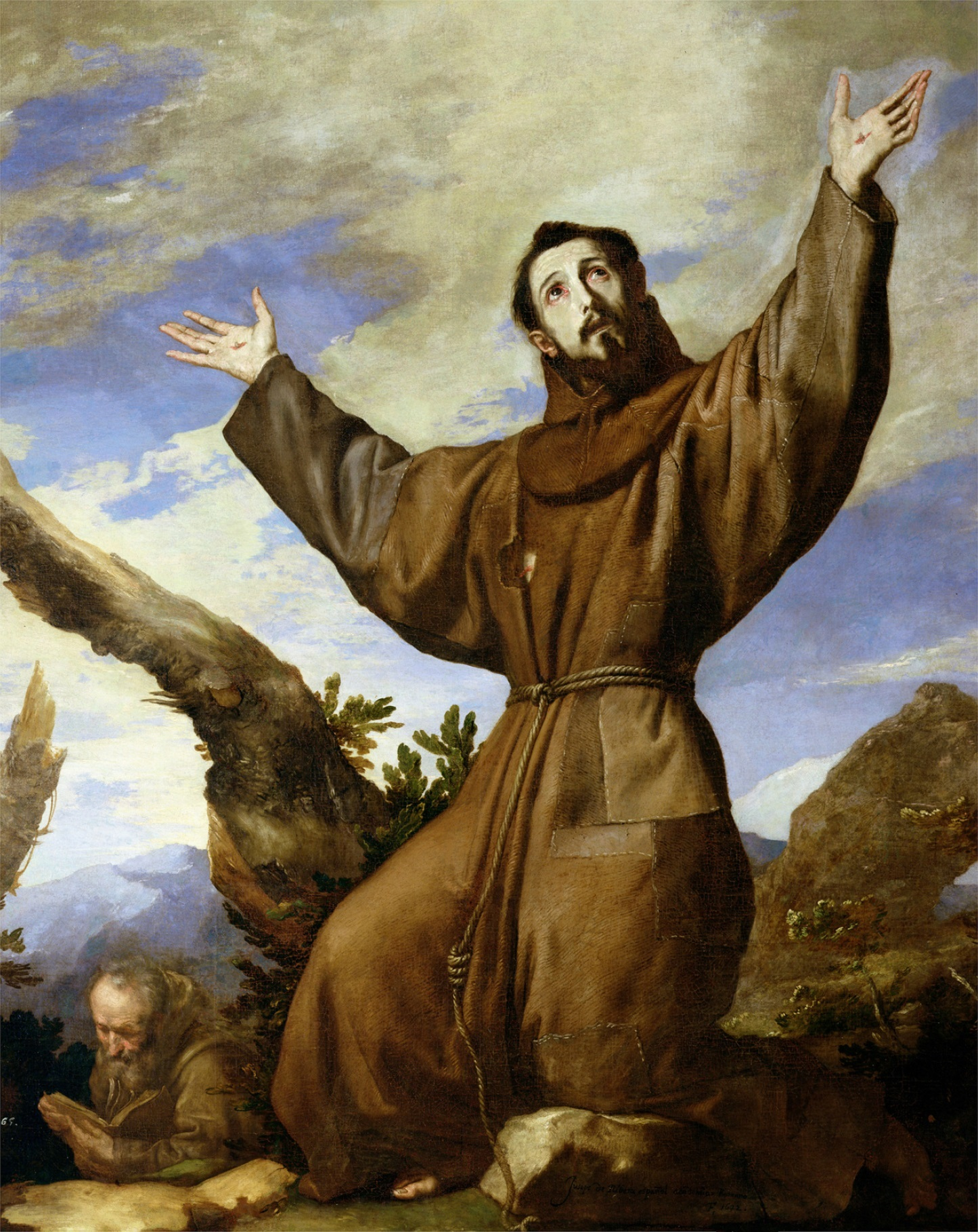
亞西西的方濟各

1182年，聖方濟出生於意大利的亞西西。方濟出身貴族，他把家中物件變賣，住到破舊的聖堂去，方便工作。他堅持度克苦的生活，不取其父分文，到處行乞，修葺好一間又一間的聖堂。方濟二十七歲，他偕同好友及弟子，創立一個有神貧特色的修會。教宗卻批准了他的會規，委派他們出外講道。
方濟能說預言，顯奇蹟，吸引追隨者眾，於是他的修會就由意大利開始，一直向法國、西班牙、德國及匈牙利發展。方濟自己，就到過埃及和敘利亞宣講福音。稍後，方濟亦創立了加辣女修會。方濟死時只有四十五歲。

## 彌撒及禮儀時間

### 彌撒
- 主日彌撒：07:00 (英語)、08:30、10:00、11:30 (粤語)
- 主日提前彌撒：星期六 18:00 (粤語)
- 平日彌撒：07:15 (粤語) [1]

### 明供聖體
- 逢星期四 20:00-21:00

### 德信中學小堂

#### 彌撒
- 平日彌撒: 15:10 (粵語)
- 主日彌撒: 10:00 (粵語)
- 學校假期除外 [2]

#### 明供聖體
- 每月第一個星期五13:00-14:00
- 學校假期除外
- 學校活動，不對外開放

## 外部連結
聖方濟堂網站 （页面存档备份，存于）
1. ↑  .   [2019-01-14]. （原始内容存档于2019-01-14）.
2. ↑   (PDF).   [2019-01-14]. （原始内容 (PDF)存档于2019-08-31）.